# Свети Атанасий (Секирци)
Вижте пояснителната страница за други значения на Свети Атанасий.
„Свети Атанасий“ или „Свети Атанас“ (на македонска литературна норма: „Свети Атанас“, „Свети Атанасиј“) е българска възрожденска православна църква в прилепското село Секирци, Северна Македония. Част е от Преспанско-Пелагонийската епархия на Македонската православна църква.
Църквата е гробищен храм, разположен в западната част на селото. Изградена е в 1856 година и е осветена на 2 май същата година от митрополит Венедикт Византийски. Представлява еднокорабна сграда с полукръгла апсида от източната страна. Изписана е в 1920 година. В църквата работи дебърският майстор Станко Цветков – името му се чете в надписа на западната стена до образа на Свети Атанасий, където се е подписал като „Зограф Стоян от Крушево“.